# ヲルタナティヴ
ヲルタナティヴ（英: woltanative）は、日本の女性アイドルグループ。MAPLE INC.所属。レーベルはOTODAMA RECORDS。2019年12月に解散した。

## 概要
MAPLEZが所属するMAPLE INC.（広島市）プロデュースの第4弾ユニットで、東京を拠点に活動。ハウス、EDM、ロック、アイドルといったオールジャンルを詰め込んだ「ヲルタナティヴ・サウンド」と称した楽曲が特徴。サウンドプロデューサーは、広島を拠点に活動を行うマツモトマサヤで、ヲルタナティヴ結成から、全ての楽曲制作を行っている。

## 来歴
- 2017年3月26日、お披露目ライブ『ヲルタナティヴ』を開催[2]。
- 2017年6月14日、1stシングル「夏の香のパ・ド・ドゥ / ALMIGHTY GLIDER」発売[3]
- 2017年8月、@JAM EXPO 2017初出演。
- 2018年3月26日、ツイキャスにてフルメンバーで初配信。
- 2018年4月1日、新宿BLAZEにて1stワンマンライブ『THE WORLD』開催。
- 2018年6月2日 - 7月1日、1stライブツアー開催。
- 2018年8月、TOKYO IDOL FESTIVAL 2018出演。
- 2018年8月、@JAM EXPO 2018出演。
- 2018年9月9日、渋谷WWW Xにて2ndワンマンライブ『THE FOOL』開催。
- 2019年3月31日、白金高輪SELENE b2にて3rdワンマンライブ『Wheel of Fortune』開催。
- 2019年12月1日、白金高輪SELENE b2にて開催した『THE TOWER』をもって解散。

## メンバー
| 名前                       | 誕生日         | 加入       | 備考              |
| -------------------------- | -------------- | ---------- | ----------------- |
| 鈴屋もずく すずや もずく   | 6月8日         | 2018年5月  | 現[[lNUWASI]]所属 |
| 柊木ハツミ ひいらぎ はつみ | 2000年12月25日 | 2018年10月 | 現[[lNUWASI]]所属 |
| 桃川もも子 ももかわ ももこ | 4月11日        | 2018年10月 |                   |
| ツキモリ                   | 2月6日         | 2019年5月  | 元NEMURIORCA      |
| かなせはな                 | 3月5日         | 2019年6月  |                   |

### 旧メンバー
| 名前                     | 加入         | 脱退         |
| ------------------------ | ------------ | ------------ |
| 柴田恵芽 しばた あやめ   | 2017年3月    | 2017年7月    |
| 姫川風子 ひめかわ ふうこ | 2017年3月    | 2017年7月    |
| 今井双葉 いまい ふたば   | 2017年3月    | 2018年3月    |
| 月乃のあ つきの のあ     | 2018年5月    | 2018年7月    |
| 相沢奈那 あいざわ なな   | 2017年3月    | 2018年9月9日 |
| 未夢 みむ                | 2017年9月2日 | 2018年9月9日 |
| 小泉明音 こいずみ あかね | 2017年3月    | 2019年3月    |
| 美里由奈 みさと ゆな     | 2018年10月   | 2019年4月    |
| 三島凛 みしま りん       | 2017年9月2日 | 2019年6月    |
| 神谷さくら かみや さくら | 2018年10月   | 2019年7月    |

## 作品
順位はオリコン週間ランキング最高位。

### シングル
1. 夏の香のパ・ド・ドゥ/ALMIGHTY GLIDER（2017年6月14日、15位）

### EP
1. ヲルタナティヴEP（2018年6月6日、16位）

## イベント・ライブ

### ワンマンライブ
| タイトル                           | 開催日        | 会場              |
| ---------------------------------- | ------------- | ----------------- |
| 1st Oneman Live “THE WORLD”        | 2018年4月1日  | 新宿BLAZE         |
| 2nd Oneman Live “THE FOOL”         | 2018年9月9日  | 渋谷WWW X         |
| 3rd Oneman Live “Wheel of Fortune” | 2019年3月31日 | 白金高輪SELENE b2 |
| ヲルタナティヴ FINAL「THE TOWER」  | 2019年12月1日 | 白金高輪SELENE b2 |

### 主な主催ライブ
（会場収容規模200人以上）
| タイトル                                                              | 開催日         | 会場                       |
| --------------------------------------------------------------------- | -------------- | -------------------------- |
| ヲルタナティヴ - OSAKA -                                              | 2017年7月21日  | 大阪・BIGCAT               |
| ヲルタナティヴ - 小泉明音生誕祭 -                                     | 2017年9月2日   | 新宿RUIDO K4               |
| ヲルタナティヴ - AKIHABARA -                                          | 2017年9月2日   | AKIBAカルチャーズ劇場      |
| ヲルタナティヴ ‒ OSAKA -                                              | 2017年10月13日 | 大阪・OSAKA MUSE           |
| ヲルタナティヴ - FREE LIVE -                                          | 2017年10月15日 | 大阪・LIVE SQUARE 2nd LINE |
| ヲルタナティヴ - 三島凛生誕祭 -                                       | 2017年11月3日  | 恵比寿CreAto               |
| ヲルタナティヴ - woltanAqbiRec -supported by Leadi                    | 2017年11月22日 | 渋谷RUIDO K2               |
| ヲルタナティヴ - hollyNight -                                         | 2017年12月25日 | 渋谷TAKE OFF 7             |
| ヲルタナティヴ - woltana Mask McLaren -                               | 2018年2月11日  | 渋谷TAKE OFF 7             |
| ヲルタナティヴ - 未夢生誕祭 -                                         | 2018年2月11日  | 渋谷TAKE OFF 7             |
| ヲルタナティヴ - THE WORLD TRIAL 01 -                                 | 2018年2月28日  | 渋谷RUIDO K2               |
| ヲルタナティヴ - THE WORLD TRIAL 03 -                                 | 2018年3月7日   | 渋谷RUIDO K2               |
| ヲルタナティヴ - THE WORLD TRIAL 04 - supported by duo MUSIC EXCHANGE | 2018年3月16日  | 渋谷・duo MUSIC EXCHANGE   |
| ヲルタナティヴ - THE WORLD TRIAL 05 -                                 | 2018年3月23日  | 新宿RUIDO K4               |
| ヲルタナティヴ - THE WORLD TRIAL 06 -                                 | 2018年3月25日  | 渋谷RUIDO K2               |
| ヲルタナティヴ - THE WORLD TRIAL 07 -                                 | 2018年3月29日  | 新宿RUIDO K4               |
| ヲルタナティヴ - 相沢奈那生誕祭 -                                     | 2018年3月31日  | 渋谷RUIDO K2               |
| THE WORLD “FINAL” TRIAL                                               | 2018年4月1日   | 新宿BLAZE                  |
| ヲルタナティヴ 001 - woltanative -                                    | 2018年9月15日  | 恵比寿CreAto               |
| ヲルタナティヴ 002 - woltanative 2nd -                                | 2018年10月20日 | 下北沢(東京都世田谷区)     |
| ヲルタナティヴ 003 - woQUbu -                                         | 2018年11月18日 | 下北沢ReG                  |
| ヲルタナティヴ500                                                     | 2018年11月23日 | SHIBUYA DESEO              |
| ヲルタナティヴ - The end of two thousand eighteen -                   | 2018年12月30日 | 恵比寿CreAto               |

### 参加ライブ
2017年
- 3月26日、ヲルタナティヴ（渋谷・SOUND MUSEUM VISION）
- 4月2日、アイドル甲子園SPRING FESTIVAL2017（新木場STUDIO COAST）
- 5月13日、oricon Sound Blowin’2017〜spring〜[23]（渋谷・TSUTAYA O-East）
- 6月7日、アイドルお宝くじ（六本木・テレビ朝日アーク放送センター）
- 7月8日・9日、アイドル横丁夏まつり!!〜2017〜（横浜赤レンガパーク）
- 7月22日・23日、SEKIGAHARA IDOL WARS 2017 〜関ケ原唄姫合戦〜（岐阜・桃配運動公園）
- 7月29日、アイドル甲子園 in 赤坂BLITZ〜4th Anniversary〜
- 7月30日、LIVEプラス@新宿BLAZE〜3周年SP〜
- 8月5日、TOKYO IDOL FESTIVAL 2017[24]（お台場・青海周辺エリア）
- 8月27日、@JAM EXPO 2017（横浜アリーナ）
- 8月29日、OTODAMA RECORDS GIRLS FESTIVAL 2017（三浦海岸・OTODAMA SEA STUDIO）
- 9月10日、アイドル甲子園 SUMMER FESTIVAL2017（新木場STUDIO COAST）
- 9月17日、DDD〜Discovery iDol Depot〜1st ANNIVERSARY（白金高輪SELENE b2）
- 10月15日、MAWA LOOP2017 supported by タワーレコード（大阪・BIGCAT、SUNHALL, FANJtwice、CLUB DROP, BRONZE）
- 12月2日、Girl’s Bomb!! 〜2017大感謝祭〜（新木場STUDIO COAST）

2018年
- 1月2日・3日、アイドル甲子園2018 in マイナビBLITZ赤坂（マイナビBLITZ赤坂）
- 2月4日、でらロックフェスティバル2018（名古屋・Nagoya ReNY limited）
- 2月25日、TOKYO IDOL LIVE Vol.42 フジさんのヨコSP・10回目!2部（お台場・フジさんのヨコ）
- 3月24日、アイドル甲子園 SPRING FESTIVAL 2018（新木場STUDIO COAST）
- 7月21日・22日、SEKIGAHARA IDOL WARS 2018 〜関ケ原唄姫合戦〜（岐阜・桃配運動公園）
- 7月25日・26日、MAPLEZなりの甲子園〜DAY1〜（渋谷・SOUND MUSEUM VISION）
- 7月29日、アイドル甲子園 in マイナビBLITZ赤坂 〜5th Anniversary〜
- 8月4日、TOKYO IDOL FESTIVAL2018（お台場・青海周辺エリア）
- 8月25日、@JAM EXPO 2018（横浜アリーナ）
- 9月16日、DDD〜Discovery iDol Depot〜 2nd ANNIVERSARY（白金高輪SELENE b2）

2019年
- 1月2日、アイドル甲子園2019 in マイナビBLITZ赤坂（マイナビBLITZ赤坂）
- 2月2日、でらロックフェスティバル2019（名古屋・SPADE BOX）
- 3月24日、アイドル甲子園 SPRING FESTIVAL2019（新木場STUDIO COAST）
- 5月6日、ギュウ農フェス春のSP2019 怪物音響オクタゴン is BACK！（新木場STUDIO COAST）
- 7月13日、アイドル甲子園 SUMMER FESTIVAL2019（新木場STUDIO COAST）
- 8月12日、LIVEプラス@新宿BLAZE〜ライプラ5周年SP〜（新宿BLAZE）
- 8月14日、アイドル甲子園 in マイナビBLITZ赤坂 〜6th Anniversary〜（マイナビBLITZ赤坂）
- 8月2日・3日、TOKYO IDOL FESTIVAL 2019（お台場・青海周辺エリア）
- 8月24日、@JAM EXPO 2019（横浜アリーナ）
- 9月15日、DDD〜3rd ANNIVERSARY〜 supported by fanicon（白金高輪SELENE b2）
- 10月5日、ギュウ農フェス秋のSP 爆音大収穫祭 road to 2020（新木場STUDIO COAST）